# Любов Федорівна Жученко
Любо́в Фе́дорівна Жуче́нко (? — 1722) — представниця козацького роду Жученків. Донька полтавського полковника Федора Івановича Жученка. Дружина Василя Леонтійовича Кочубея, генерального судді Війська Запорозького. Була активною учасницею у змові проти гетьмана Івана Мазепи. Арештована 1708 року гетьманськими полковниками Трощинським і Кожуховським. Перебувала під вартою в Диканьці, потім — в Батурині. Після смерті чоловіка за Кочубеїхою закріпився статус «овдовелая малжонка Кочубея паня Любовь Жуковна Кочубеевая». В грудні 1708 року московський цар Петро I повернув їй її маєтності й обіцяв зробити її старшого сина полтавським полковником.

## Родина
- Батько: Федір Жученко
- Мати: Євфимія.
- Чоловік: Кочубей Василій Леонтійович — генеральний суддя.
- Сини:

Василь Васильович Кочубей (1680—21 серпня 1743) — полтавський полковник (1727—1743)
Федір Васильович Кочубей (?—1729) — бунчуковий товариш.
- Доньки:

Марія Василівна Кочубей (? — між 1704 і 1708)- дружина Василя Степановича Забіли — сина ніжинського полковника.
Ганна Василівна Кочубей (?—?) — дружина Івана Павловича Обидовського — племінника (сестрінка) гетьмана Івана Мазепи.
Шлюб Ганни з І. Обидовським тривав недовго, бо в 1700 р. (у січні 1701 р. — за Модзалевським) він помер на службі у царя. Подружжя мало двох синів — Михайла й Івана. Лишившись вдовою, Ганна проживала у м. Ніжині. Іван приблизно в 1710 р.навчався у Києво-Могилянській академії, упродовж 1721—1723 рр. здобував освіту в гімназії Святої Єлизавети у м. Бреслау. Заміж Ганна більше не виходила.
Катерина Василівна Кочубей (?—?)- дружина Семена Васильовича Чуйкевича (1674 р. н.) — ніжинського полкового судді.
Параска Василівна Кочубей (бл. 1700—1726) — дружина Федора Івановича Сулими.
Мотря Василівна Кочубей (?—?) — за легендою — коханка гетьмана Івана Мазепи.